# サキタリ洞遺跡
座標: 北緯26度08分28.7秒 東経127度44分50.5秒 / 北緯26.141306度 東経127.747361度
サキタリ洞遺跡（サキタリどういせき）は、沖縄県南城市にある旧石器時代以降の遺跡。2007年（平成19年）に始まった発掘調査以降、多くの発見がなされ、注目を浴びている。

## 所在地
サキタリ洞遺跡は、沖縄本島南部、南城市玉城大字前川字浮花原202番地に位置する「ガンガラーの谷」内にある洞窟内に広がる遺跡である。同地の地権者である株式会社南都の社員が、洞穴近辺で土器や石器などの遺物を採集したことにより、遺跡であると認識されるようになった。
沖縄県立博物館・美術館が2007年（平成19年）より発掘調査を行っている。サキタリ洞周辺の地質は、島尻層群（泥岩）が土台となり、その上を琉球層群（石灰岩）が覆っている。サキタリ洞遺跡のある「ガンガラーの谷」周辺は特に石灰岩層が厚く、雄樋川の浸食によって洞穴群が複雑に発達しており、有名な玉泉洞とその周辺の洞穴は「玉泉洞ケイブシステム」と呼ばれる大規模な洞穴群を形成している。
周辺には先史時代の遺跡が多く分布している。有名なものとして、港川人骨が発見された港川遺跡（八重瀬町）が1.5キロメートルの距離にある。また、グスク時代の人骨が発見されたハナンダガマ遺跡（南城市）、縄文時代晩期の人骨が発見されたガルマンドウ原洞穴遺跡（八重瀬町）、約7千年前の南島爪形文土器や縄文時代晩期の石棺墓が発見された武芸洞遺跡（南城市）などがある。

## 主な発見
2010年（平成12年）7月から8月にかけて、縄文時代の遺物を含むフローストーン層の直下から12,000年前のヒトの歯1点とともに石英の石器3点が発見される。旧石器時代の人骨と石器がともに発見されるのは日本で初めてである。この発見には二つの意味がある。ヒトと文化の両方を明らかにすることができる証拠であり、沖縄の旧石器文化の解明につながる手がかりとなる。また、12,000年前という年代が、旧石器時代の発見と縄文時代の発見の空白期に相当し、それを埋めるものであったことが挙げられる。
2013年（平成25年）、沖縄県最古の約8,000年前の土器が発見された。表面にヘラなどを押し付けて紋様をつける押引文土器とされる。従来、沖縄最古の土器は約7,000-6,000年前の無文土器または南島爪形文土器とされてきたが、この発見により1000年遡ることになった。
2014年（平成26年）2月、23,000-20,000年前の貝製のビーズと道具、人骨が発見された。旧石器時代の遺跡から貝器が見つかるのは日本で初めてであった。このうちの貝製ビーズには、ベンガラとみられる赤い顔料が付着しており、日本最古の人為的に着色された装飾とされる。
同年12月には、少なくとも9,000年以上前の成人の人骨が発見された。人骨の頭や胸等には石灰岩が置かれており、腕の関節が繋がった状態で見つかったことから、人為的に埋葬された可能性があると考えられており、仮に埋葬されたものであれば日本国内で最古の埋葬人骨となる。
2016年（平成28年）に、世界最古の釣り針（23,000年前、貝製）が発見された。また30,000年前の幼児人骨も発見された。これは日本国内で山下洞人（32,000年前）に次いで古いものである。